# Finarfin
Finarfin je fiktivní postava z Tolkienovy knihy Silmarillion. Jedná se o noldorského elfa, třetího a nejmladšího Finwëho syna, nevlastního bratra Fëanora a bratra Fingolfina. Ze všech tří bratrů se nejméně proslavil v dějinách Středozemě, protože se odmítl podílet na Vzpouře Noldor a po odchodu většiny z nich zůstal se svým lidem v Amanu.

## Charakteristika
Nejmladší Finwëho syn Finarfin je popisován jako nejsličnější, nejmírnější a srdcem nejmoudřejší ze všech tří bratrů. Po matce Indis, která pocházela z rodu Vanyar, zdědil on i jeho potomci zlaté vlasy, což bylo mezi Noldor výjimečné.

## Život

### Původ a mládí
Finarfin se narodil ve Valinoru v městě Tirion velekráli Noldor Finwëmu a jeho druhé manželce Indis. Finwëho nejstarší syn Fëanor však nemiloval své dva nevlastní bratry, což působilo v noldorském lidu neklid. Za manželku si Finarfin vzal Eärwen, dceru Olwëho, což posílilo vazbu mezi Noldor a Teleri. Z manželství s Eärwen se narodila jeho dcera Galadriel a synové Finrod, Angrod a Aegnor.

### Vzpoura a Pád Noldor
Propuštěný Melkor zasel mezi lidem Noldor mnoho lží a podařilo se mu také poštvat vznětlivého Fëanora proti nevlastním bratrům. Poté, co Melkor usmrtil Finwëho a uprchnul z Amanu se Silmarily, vyzýval Fëanor Noldor k jeho okamžitému pronásledování. Finarfin tehdy mluvil proti svému bratrovi a varoval elfy před unáhleným rozhodnutím. Nakonec však Fëanorova plamenná řeč přesvědčila většinu Finwëho lidu k odchodu z Valinoru. Finarfin opouštěl Tirion krajně nerad. On ani nikdo z jeho lidu se nezapojil do tragického Zabíjení rodných, ke kterému došlo v přístavu Alqualondë. Fëanorův lid a horlivá část z Fingolfinova voje tehdy napadla příbuzné Finarfinovy ženy Eärwen a násilím se zmocnila lodí Teleri. Tímto činem na sebe však Noldor přivolali hněv Valar a Mandosovu kletbu. Zarmoucený Finarfin se po Mandosových slovech obrátil a s částí svých příbuzných se vrátil do Tirionu. Tam získal odpuštění Valar a byl ustanoven vládcem zbytku Noldor ve Valinoru.

### Králem Noldor ve Valinoru
Po návratu do Blažené říše vládl Finarfin zbylým Noldor ve Valinoru po celý první věk. Do dějin Středozemě se tak zapsal až na jeho konci, kdy vedl Valinorské Noldor do války hněvu, v níž byl poražen Temný pán Morgoth.

## Rodokmen
| Finwë     | Finwë     | Finwë     | Finwë     | Finwë     | Finwë     |  |  | Indis    | Indis    | Indis    | Indis    | Indis    | Indis    |  |  | Olwë   | Olwë   | Olwë   | Olwë   | Olwë   | Olwë   |        |        |           |           |           |           |           |           |           |           |           |           |          |          |          |          |  |  |
| Finwë     | Finwë     | Finwë     | Finwë     | Finwë     | Finwë     |  |  | Indis    | Indis    | Indis    | Indis    | Indis    | Indis    |  |  | Olwë   | Olwë   | Olwë   | Olwë   | Olwë   | Olwë   |        |        |           |           |           |           |           |           |           |           |           |           |          |          |          |          |  |  |
|           |           |           |           |           |           |  |  |          |          |          |          |          |          |  |  |        |        |        |        |        |        |        |        |           |           |           |           |           |           |           |           |           |           |          |          |          |          |  |  |
|           |           |           |           |           |           |  |  |          |          |          |          |          |          |  |  |        |        |        |        |        |        |        |        |           |           |           |           |           |           |           |           |           |           |          |          |          |          |  |  |
| Fingolfin | Fingolfin | Fingolfin | Fingolfin | Fingolfin | Fingolfin |  |  | Finarfin | Finarfin | Finarfin | Finarfin | Finarfin | Finarfin |  |  | Eärwen | Eärwen | Eärwen | Eärwen | Eärwen | Eärwen |        |        |           |           |           |           |           |           |           |           |           |           |          |          |          |          |  |  |
| Fingolfin | Fingolfin | Fingolfin | Fingolfin | Fingolfin | Fingolfin |  |  | Finarfin | Finarfin | Finarfin | Finarfin | Finarfin | Finarfin |  |  | Eärwen | Eärwen | Eärwen | Eärwen | Eärwen | Eärwen |        |        |           |           |           |           |           |           |           |           |           |           |          |          |          |          |  |  |
|           |           |           |           |           |           |  |  |          |          |          |          |          |          |  |  |        |        |        |        |        |        |        |        |           |           |           |           |           |           |           |           |           |           |          |          |          |          |  |  |
|           |           |           |           |           |           |  |  |          |          |          |          |          |          |  |  |        |        |        |        |        |        |        |        |           |           |           |           |           |           |           |           |           |           |          |          |          |          |  |  |
| Finrod    | Finrod    | Finrod    | Finrod    | Finrod    | Finrod    |  |  | Angrod   | Angrod   | Angrod   | Angrod   | Angrod   | Angrod   |  |  | Aegnor | Aegnor | Aegnor | Aegnor | Aegnor | Aegnor |        |        | Galadriel | Galadriel | Galadriel | Galadriel | Galadriel | Galadriel |           |           | Celeborn  | Celeborn  | Celeborn | Celeborn | Celeborn | Celeborn |  |  |
| Finrod    | Finrod    | Finrod    | Finrod    | Finrod    | Finrod    |  |  | Angrod   | Angrod   | Angrod   | Angrod   | Angrod   | Angrod   |  |  | Aegnor | Aegnor | Aegnor | Aegnor | Aegnor | Aegnor |        |        | Galadriel | Galadriel | Galadriel | Galadriel | Galadriel | Galadriel |           |           | Celeborn  | Celeborn  | Celeborn | Celeborn | Celeborn | Celeborn |  |  |
|           |           |           |           |           |           |  |  |          |          |          |          |          |          |  |  |        |        |        |        |        |        |        |        |           |           |           |           |           |           |           |           |           |           |          |          |          |          |  |  |
|           |           |           |           |           |           |  |  |          |          |          |          |          |          |  |  |        |        |        |        |        |        |        |        |           |           |           |           |           |           |           |           |           |           |          |          |          |          |  |  |
|           |           |           |           |           |           |  |  | Orodreth | Orodreth | Orodreth | Orodreth | Orodreth | Orodreth |  |  |        |        |        |        | Elrond | Elrond | Elrond | Elrond | Elrond    | Elrond    |           |           | Celebrían | Celebrían | Celebrían | Celebrían | Celebrían | Celebrían |          |          |          |          |  |  |
|           |           |           |           |           |           |  |  | Orodreth | Orodreth | Orodreth | Orodreth | Orodreth | Orodreth |  |  |        |        |        |        | Elrond | Elrond | Elrond | Elrond | Elrond    | Elrond    |           |           | Celebrían | Celebrían | Celebrían | Celebrían | Celebrían | Celebrían |          |          |          |          |  |  |